# Ferdinand Hérold
Louis Joseph Ferdinand Hérold (Parigi, 28 gennaio 1791 – Parigi, 19 gennaio 1833) è stato un compositore, pianista e violinista francese.
Semplicemente conosciuto con il nome di Ferdinand Hérold, era di origine alsaziana. Scrisse molti brani per pianoforte, orchestra e per il balletto. Tra i lavori per i quali è noto vi sono l'ouverture dell'opera  Zampa e il balletto La Fille Mal Gardée.

## Biografia

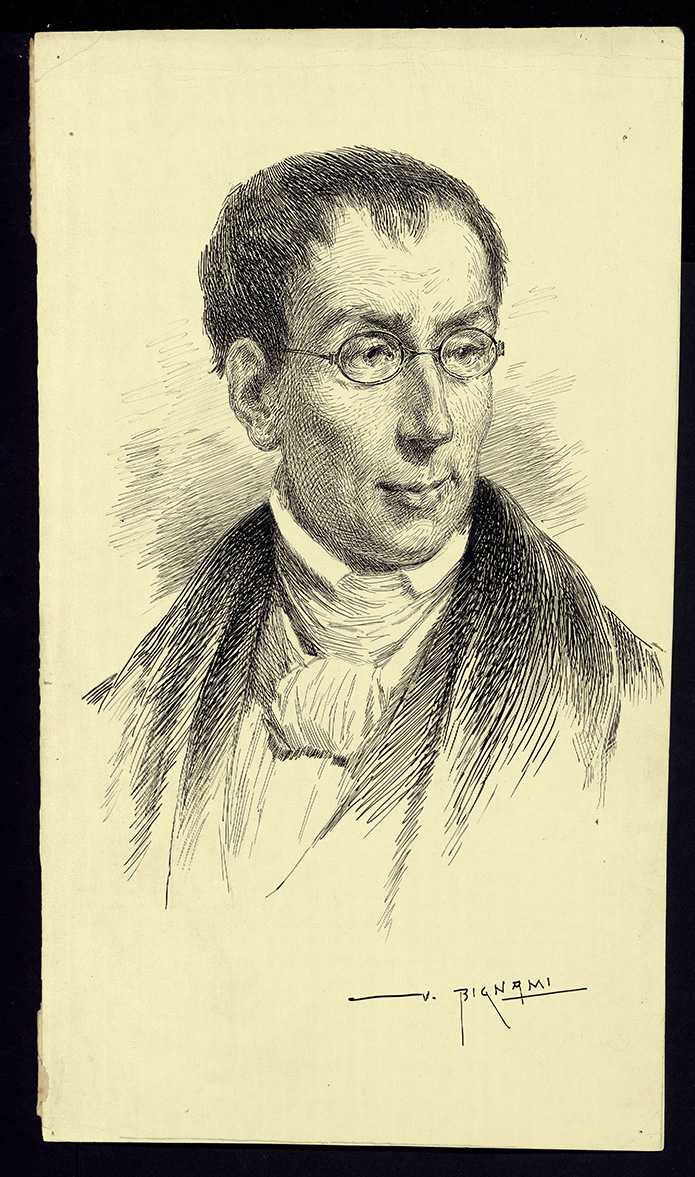
Ritratto di Ferdinand Hérold, compositore (1791-1833), prima del 1829. Archivio Storico Ricordi

L.J.F. Hérold era l'unico figlio di François-Joseph Hérold, pianista e compositore, e Jeanne-Gabrielle Pascal, e nipote di Nicolas Hérold, un organista. All'età di sei anni, frequentava il collegio Hix eccellendo negli studi. In quel periodo iniziò a studiare anche teoria musicale con François-Joseph Fétis (che in seguito diventerà editore de La revue musicale). All'età di sette anni suonava già il piano e aveva già composto alcuni pezzi per lo strumento.
Il padre di Hérold non sperava per lui la carriera di musicista ma quando egli morì, nel 1802, Ferdinand poté continuare i suoi studi. Si iscrisse al Conservatorio di Parigi nel 1806 ed ebbe come maestro di pianoforte Louis Adam (padre del compositore Adolphe Adam).
Studiò anche con Charles Simon Catel (armonia), Rodolphe Kreutzer (violino) ed Étienne Méhul (composizione). Hérold in quel periodo diventò un virtuoso al pianoforte e al violino.
Nel 1810 vinse il primo premio a una competizione pianistica presentando una delle sue composizioni, inedita. Progrediva così velocemente negli studi che nel 1812 vinse il Prix de Rome. A Roma, durante la primavera del 1813, Hérold compose la sua prima sinfonia, richiesta in seguito a tutti i vincitori del Prix de Rome per poter dimostrare la loro progressione negli studi.
Nel 1815 si trasferì a Napoli per ragioni di salute. Mentre era lì compose molti pezzi, inclusi la sua seconda sinfonia e tre studi per quartetti d'archi. La sua prima opera, La gioventù di Enrico V, fu presentata, con lo pseudonimo di Landriani, al Teatro San Carlo e ottenne un consenso favorevole da parte del pubblico (che non favoriva per nulla i compositori francesi), ma nessun plauso dai compositori campani. Fu anche pagato 5000 lire per insegnare musica alla figlia di Gioacchino Murat. Dopo l'esecuzione del re, Hérold fu costretto a lasciare l'Italia e andò in Austria, più precisamente a Vienna, dove per due mesi lavorò per il principe Metternich.
Ritornò a Parigi passando per Monaco e la Svizzera.
Nel 1816, Hérold collaborò con François-Adrien Boieldieu all'opera Charles de France. Questo lavoro lo rese famoso. Nello stesso anno compose l'opera di successo Les rosières, che dedicò al suo amico e insegnante Méhul. Nel 1817 fu rappresentata la sua opera La clochette, con la quale il musicista dimostrò un notevole miglioramento rispetto all'opera precedente. Dopo aver faticato non poco per trovare un libretto, compose la musica per Premier Venu che però non aveva le qualità per diventare un'opera e ottenne scarso successo. Lo stesso dicasi de Les troqueurs del 1819.
Il desiderio di Hérold di comporre lo costrinse ad accettare qualsiasi libretto gli arrivasse poiché molti librettisti non credevano in lui come musicista. Quindi, le sue poche opere successive  (L'amour platonique e L'auteur mort et vivant furono dei fallimenti e questo scoraggiò Hérold a tal punto che non produsse più opere per tre anni.
Nel 1821 iniziò una collaborazione con il Théâtre Italien e di conseguenza si recò in viaggio in Italia per scritturare cantanti: ciò fu di stimolo sia alla sua salute sia alla sua ispirazione. Nel 1823 ritornò al successo con l'opera Le muletier, mentre la successiva, Lasthénie, fu meno fortunata. Hérold collaborò con Daniel Auber alla Vendôme en Espagne (1823), che sfruttava la moda per le atmosfere spagnole a seguito della vittoria francese nella battaglia del Trocadero in Spagna.
Nel 1824 l'Opéra Comique gli commissionò l'opera Le roi René e nello stesso anno divenne accompagnatore al Théâtre Italien, e due anni dopo maestro del coro. Nel 1825 scrisse Le lapin blanc, ma, anche a causa della povertà del libretto cui neppure lo stesso Hérold credeva, fu un insuccesso.
Al contrario, il lavoro successivo, Marie (1826), riscosse grande favore presso il pubblico, ma gli obblighi di Hérold nei confronti del Théâtre Italien gli impedirono di sfruttare a pieno questo successo, come pure di sviluppare il suo talento, e per i successivi tre anni si limitò a comporre musica per balletti. Nel 1827 divenne il primo sostituto all'Académie de musique e il 3 novembre 1828 gli venne conferita la Legion d'onore. Dei due lavori successivi, L'illusion (1829) ed Emmeline (1830), solo il primo ebbe successo.
Il 3 maggio 1831 debuttò la sua opera forse più famosa, Zampa, che ebbe molto successo soprattutto in Francia e in Germania, dove occasionalmente viene tuttora riproposta in cartellone. In seguito collaborò al progetto La marquise de Brinvilliers, che riuniva in uno sforzo collettivo diversi compositori, fra cui François-Adrien Boieldieu e Daniel Auber.
Altri suoi lavori furono La médecine sans médecin e Le Pré aux clercs (1832), che fu un altro successo (nel 1871 ne venne festeggiata la millesima rappresentazione parigina). Appena un mese dopo la prima di quest'ultima opera, Hérold morì di tubercolosi, di cui soffriva da tempo. La sua opera Ludovic, rimasta incompiuta, fu completata da Fromental Halévy.
Hérold venne sepolto al cimitero di Père-Lachaise di Parigi. La sua casa natale si trova al numero 10 di rue Hérold: la strada venne chiamata così in suo onore nel 1881.

## Opere

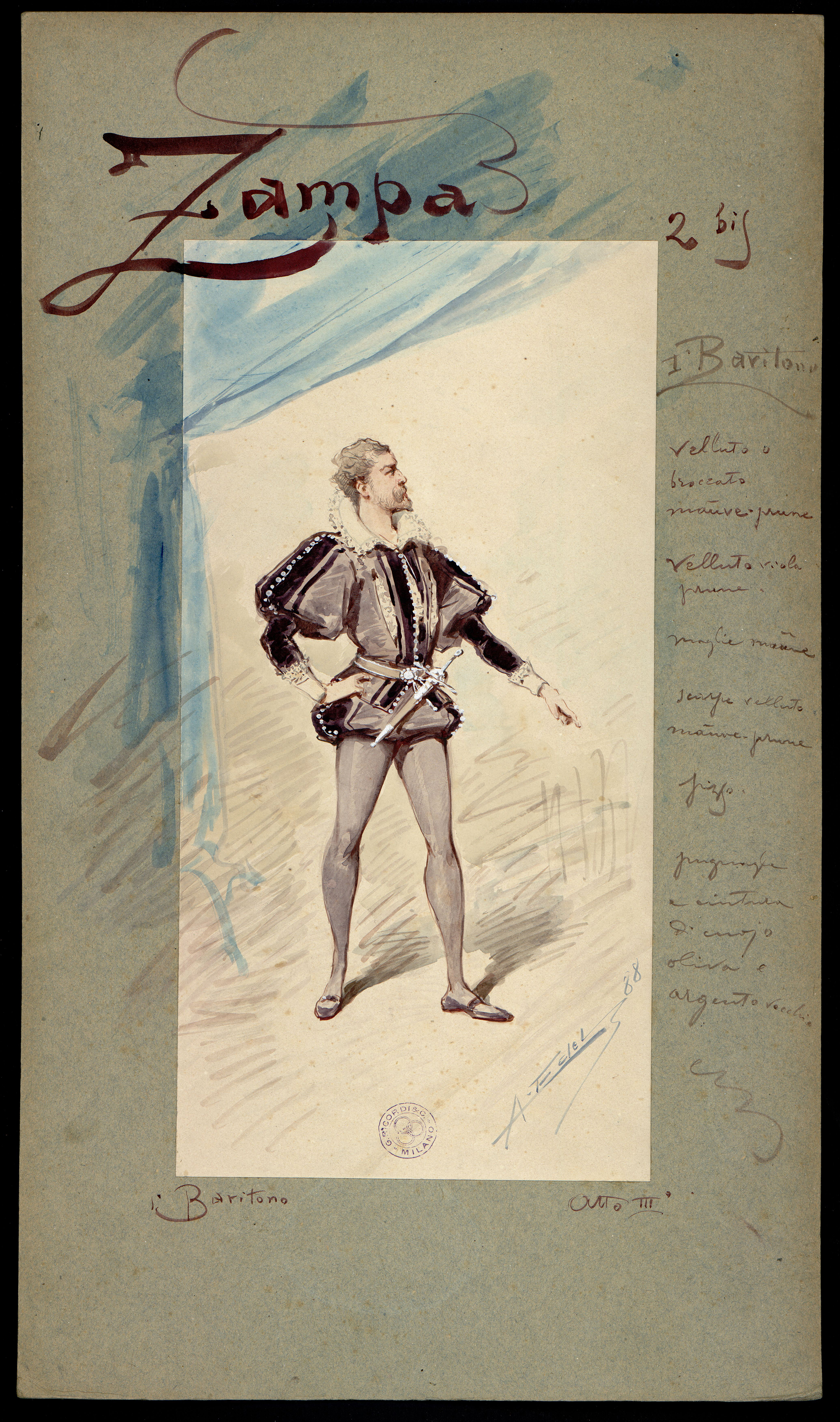
Zampa, figurino per Zampa atto 3 (1888). Archivio Storico Ricordi

### Melodrammi
- 1815, La gioventù di Enrico V, libretto italiano di Landriani tratto dalla commedia di Alexandre Duval;
- 1816, Charles de France ou Amour et gloire con François Adrien Boieldieu, libretto di Théodore d'Artois e Emmanuel Théaulon;
- 1816-1817, Corinne au Capitole
- 1817, Les rosières, opéra-comique in 3 atti, libretto di Emmanuel Théaulon
- 1817, La clochette ou Le diable page, opéra-comique in 3 atti, libretto di Emmanuel Théaulon
- 1818, Le premier venu ou Six lieues de chemin
- 1819, Les troqueurs, opera in un atto, dall'opera di Antoine Dauvergne, libretto di Armand d'Artois e Achille d'Artois;
- 1819, L'amour platonique;
- 1820, L'auteur mort et vivant, opéra-comique in 1 atto, libretto di Eugène de Planard;
- 1823, Le muletier, libretto di Paul de Kock da Jean de La Fontaine;
- 1823, Vendôme en Espagne con Daniel Auber;
- 1824: Le Roi René ou La Provence au quinzième siècle  con melodie provenzali in eco;
- 1825, Le lapin blanc, opéra-comique in 1 atto, libretto di Pierre Carmouche e Mélesville;
- 1826, Almédon ou le monde renversé, in seguito reintitolata Marie, libretto di de Planard;
- 1829, L'illusion, opéra-comique in 1 atto, libretto di Jules-Henri Vernoy de Saint-Georges;
- 1829, Emmeline, opéra-comique in 3 atti, libretto di de Planard;
- 1830, L'auberge d'Auray, (con Michele Carafa), dramma lirico in un atto, libretto di Charles-François-Jean-Baptiste Moreau de Commagny e Jean-Baptiste-Rose-Bonaventure Violet d'Épagny;[2]
- 1831, Zampa ou La fiancée de marbre, opéra comique in 3 atti, libretto di Mélésville;
- 1831, La marquise de Brinvilliers, dramma lirico collettivo con Auber, Désiré-Alexandre Batton, Henri Montan Berton, Felice Blangini, François-Adrien Boieldieu, Michele Carafa, Luigi Cherubini e Ferdinando Paër
- 1832, La médecine sans médecin,opéra-comique in 1 atto, libretto di Eugène Scribe e Jean-François Bayard;
- 1832, Le Pré aux clercs
- 1833, Ludovic (finita da Halévy)
- Sconosciuta, Les florentines

### Balletti
- 1827, Astolphe et Joconde ou Les coureurs d'aventures (Académie Royale de Musique di Parigi)
- 1827, La somnambule ou L'arrivée d'un nouveau seigneur (Académie Royale de Musique di Parigi)
- 1828, La Fille Mal Gardée (Académie Royale de Musique di Parigi)
- 1828, Lydie (Académie Royale de Musique di Parigi)
- 1829, La belle au bois dormant (Académie Royale de Musique di Parigi)
- 1830, La noce de village

### Altro
- 1812, La duchesse de la Vallière ou Mlle de Lavallière (che gli valse il Prix de Rome)
- 1813, Sinfonia n. 1 in do maggiore
- 1814, tre quartetti per archi
- 1815, Sinfonia n. 2 in re maggiore